# TNEF
 (septembre 2020).
Transport Neutral Encapsulation Format ou TNEF est un format propriétaire de pièce jointe de courrier électronique utilisé par Microsoft Outlook et Microsoft Exchange Server. 
Un fichier joint avec un encodage TNEF porte le plus souvent le nom de winmail.dat ou win.dat, et son type MIME est Application/MS-TNEF. Toutefois le type officiel IANA est application/vnd.ms-tnef .

## Aperçu
Certains fichiers TNEF contiennent uniquement de l'information utilisée par Outlook pour générer un rendu du message richement formaté, comme les documents incorporés de type OLE ou encore des caractéristiques propres à Outlook tels que ses formulaires, boutons de vote et demandes de rendez-vous. D'autres fichiers TNEF peuvent contenir des fichiers qui ont été joints à un message de courrier électronique.
Dans le client de messagerie Outlook, l'encodage TNEF ne peut pas être explicitement activé ou désactivé. Sélectionner RTF en tant que format pour l'envoi de courriels active implicitement l'encodage TNEF, en l'utilisant à la place du standard MIME le plus commun et largement compatible. Lors de l'envoi de messages au format texte ou HTML, Outlook préfèrera MIME, mais peut toutefois encore utiliser TNEF dans certains cas (par exemple, si une caractéristique d'Outlook le nécessite),.
Les pièces jointes TNEF peuvent contenir de l'information sensible en matière de sécurité, tel que l'identifiant utilisateur et des chemins de fichiers , à partir desquels des contrôles d'accès pourraient être déduits.

## Décodage
Des programmes pour décoder et extraire les fichiers à partir de pièces jointes encodées en TNEF sont disponibles sous plusieurs plates-formes.

### Multi plates-formes
- LookOut - Extension pour Mozilla Thunderbird.
- TNEF Parse - Plugin pour Claws Mail.
- Tnef - Plugin pour Evolution.
- KTNEF - extracteur TNEF sous GPL pour KDE.
- Wireshark - Les versions 1.2 et ultérieures peuvent ouvrir et disséquer les fichiers winmail.dat, bien qu'elles ne soient pas pratiques en tant que lecteur de courrier.

### Ligne de commande de type Unix/Posix
- yTNEF - Extracteur TNEF sous GPL depuis la ligne de commande POSIX, conçu spécifiquement pour lire les fichiers winmail.dat et en extraire le contenu.
- TNEF - Extracteur TNEF sous GPL depuis la ligne de commande POSIX.

### Mac
- TNEF's Enough - Décodeur freeware pour Mac OS 9/X.
- tnefDD - Décodeur libre sous GPL avec fonction glisser-déposer pour Mac OS X.
- TNEF - Version MacPorts pour Mac OS X du décodeur en ligne de commande TNEF.
- Letter Opener (anciennement OMiC) - Plugin shareware pour Apple Mail.

### iPhone et iPad
- WinDat Opener - Application payante pour iPhone, iPod Touch et iPad.
- Winmail File Viewer - Application payante pour iPhone, iPod Touch et iPad.
- Klammer - Ouvre les fichiers EML, MSG et Winmail.dat. Application payante pour iPhone, iPod Touch et iPad avec options d'achat pour ajouter des fonctionnalités.
- Letter Opener - Application freeware pour iPhone, iPod Touch et iPad avec options d'achat pour ajouter des fonctionnalités.

### Microsoft Windows
- Winmail.dat Reader - Décodeur freeware (version française).
- Winmail Opener - Décodeur freeware.
- tnef2win - Décodeur freeware.
- Free File Viewer - Décodeur freeware.
- Fentun - Décodeur freeware.

### Android
- Winmail.dat Reader - Décodeur freeware pour Android

### En ligne
- Winmail.dat Reader - Online - Décodeur freeware en ligne
- tud.at service - Service web et script PHP sous GPL pour lire les pièces jointes des fichiers winmail.dat.
- www.winmaildat.com - Un autre extracteur de winmail.dat en ligne qui permet d'uploader jusqu'à 5 Mo.
- the-computer-site.com - Convertit votre fichier winmail.dat en fichier ZIP.

### Bibliothèques logicielles
- JTNEF - Paquet TNEF Java sous GPL.
- MVCOM - Composant COM commercial pour la décomposition analytique du TNEF.
- Convert::TNEF - Bibliothèque TNEF écrite en Perl.
- pytnef library - Bibliothèque d'accès TNEF écrite en Python, sous licence LGPL.